# Skała (szczyt)
Skała (niem. Stein-Berg)  (485 m n.p.m.), wzniesienie w północno-zachodniej części Północnego Grzbietu Gór Kaczawskich, w Sudetach Zachodnich, pomiędzy Rogatką a Babińcem.
Zbudowana ze staropaleozoicznych skał metamorficznych – zieleńców i łupków zieleńcowych oraz fyllitów i kwarcytów, należących do metamorfiku kaczawskiego. Na grzbiecie znajdują się zagajniki, pola i łąki.